# Expression (informatique)
Pour les articles homonymes, voir Expression.
Dans les langages de programmation, une expression est un élément de syntaxe qui combine un ensemble de lexèmes retournant une valeur.
C'est une combinaison de littéraux, de variables, d'opérateurs, et de fonctions qui est évaluée (ou calculée) en suivant les règles de priorité et d'associativité du langage de programmation pour produire (ou retourner) une nouvelle valeur.
Par exemple, 2+3 est une expression arithmétique qui vaut 5. Une variable est une expression car elle représente une valeur contenue en mémoire, donc y+6 est une expression.
Puisqu'elle retourne une valeur, une expression peut être affectée à une variable. Les expressions peuvent avoir des effets de bords et ainsi perdre la transparence référentielle.
Dans les langages de la famille du C, une fonction qui ne retourne aucune valeur est de type « void ». Elle ne peut pas faire partie d'une expression. Dans ces mêmes langages, une expression peut produire des effets de bord, par exemple :
```
a
 
=
 
2
  
// expression dont la valeur est 2, et l'effet de bord est d'affecter a

i
++
    
// expression dont la valeur est i, et l'effet de bord est d'incrémenter i de 1

```